# Liste der denkmalgeschützten Objekte in Altach
Die Liste der denkmalgeschützten Objekte in Altach enthält die 5 denkmalgeschützten, unbeweglichen Objekte der Gemeinde Altach.

## Denkmäler
| Foto |                 | Denkmal                                                         | Standort                              | Beschreibung | Metadaten |
| ---- | --------------- | --------------------------------------------------------------- | ------------------------------------- | --- | --- |
| ja   | Datei hochladen | ehem. Gasthaus Rössle HERIS-ID: 33391 Objekt-ID: 30857          | Bauern 51 Standort KG: Altach         | Das Gebäude ist der historische Treffpunkt der Vorarlberger Landstände. Der Einhof ist ein langrechteckiger Blockbau mit Traufseite zur Straße hin. Es wurde 1757 errichtet.                                                              | BDA-Hist.: Q37952036 Status: Bescheid Stand der BDA-Liste: 2025-06-30 Name: ehem. Gasthaus Rössle GstNr.: .149/1 Altach, Bauern 51         |
| ja   | Datei hochladen | Bauernhof, Rheintalhof HERIS-ID: 22008 Objekt-ID: 18335         | Hanfland 6 Standort KG: Altach        | Der Rheintalhof ist ein halbvollendeter Einhof mit Wohnteil, Tenne und Stall. Der Wohnteil wurde in Kopfstrickbauweise errichtet. Das Haus ist teilweise verschalt mit Schindelpanzer, Klebedächern und profilierten Pfetten.             | BDA-Hist.: Q37866584 Status: Bescheid Stand der BDA-Liste: 2025-06-30 Name: Bauernhof, Rheintalhof GstNr.: 44/1                            |
| ja   | Datei hochladen | ehem. Pfarrhof HERIS-ID: 84592 Objekt-ID: 98721                 | Schulstraße 2 Standort KG: Altach     | | BDA-Hist.: Q38183277 Status: Bescheid Stand der BDA-Liste: 2025-06-30 Name: ehem. Pfarrhof GstNr.: .2                                      |
| ja   | Datei hochladen | Kath. Pfarrkirche hl. Nikolaus HERIS-ID: 46863 Objekt-ID: 49145 | Schweizerstraße 3 Standort KG: Altach | Die heutige Pfarrkirche wurde in den Jahren 1956 bis 1960 nach Plänen von Norbert Kopf errichtet. Es ist ein Saalbau mit Unterkirche und eingezogenem Chor unter einem flachen Satteldach. Südwestlich steht ein freistehender Kirchturm. | BDA-Hist.: Q1991864 Status: § 2a Stand der BDA-Liste: 2025-06-30 Name: Kath. Pfarrkirche hl. Nikolaus GstNr.: .555 Nikolauskirche (Altach) |
| ja   | Datei hochladen | Kriegerdenkmal HERIS-ID: 81465 Objekt-ID: 95239                 | Standort KG: Altach                   | Das Kriegerdenkmal stammt von Emil Gehrer. | BDA-Hist.: Q38175822 Status: § 2a Stand der BDA-Liste: 2025-06-30 Name: Kriegerdenkmal GstNr.: 2610                                        |